# 3-й цикл сонячної активності
3-й цикл сонячної активності був третім циклом сонячної активності від 1755 року, коли розпочалися систематичні спостереження сонячної активності. Сонячний цикл тривав 9,3 року, починаючи від червня 1775 року та закінчуючи вереснем 1784 року. Максимальні числа Вольфа спостерігалися протягом цього сонячного циклу в травні 1778 року і становили 264,3, а мінімум на початку циклу становив 12,0.
У цей період Вільям Гершель почав спостерігати сонячні плями.